# Othello (téléfilm, 1990)
Pour les articles homonymes, voir Othello.
Othello est un téléfilm britannique, réalisé par Trevor Nunn, est diffusé sur la BBC  le 23 juin 1990.

## Synopsis
Cette histoire est basée de Othello ou le Maure de Venise de William Shakespeare.

## Fiche technique
- Titre français : Othello
- Pays d'origine :  Royaume-Uni
- Année : 1990
- Réalisation : Trevor Nunn
- Histoire : William Shakespeare, d'après sa pièce éponyme
- Production : Greg Smith
- Producteur exécutif : Michael Darlow. Ralph Wilton (producteur associé)
- Société de production : Primetime Television Ltd.
- Société de distribution : British Broadcasting Corporation
- Montage : St. John O'Rorke
- Langue : anglais
- Format : Couleur – 1,33:1 –  Mono
- Genre : Drame
- Durée : 204 minutes
- Dates de diffusion : 
  -  Royaume-Uni : 23 juin 1990

## Distribution
- Willard White : Othello
- Ian McKellen : Iago
- Imogen Stubbs : Desdémone
- Sean Baker : Cassio
- Michael Grandage : Roderigo
- Clive Swift : Brabantio / Gratiano
- Philip Sully : Montano
- Zoë Wanamaker : Emilia
- Marsha A. Hunt : Bianca
- John Burgess : le Doge de Venise / Lodovico